# Игнатово (Вытегорский район)
Игнатово — деревня в Вытегорском районе Вологодской области.
Входит в состав Кемского сельского поселения, с точки зрения административно-территориального деления — в Кемский сельсовет.
Расположена на левом берегу реки Кема, на трассе А119. Расстояние до районного центра Вытегры по автодороге — 106 км, до центра муниципального образования посёлка Мирный по прямой — 7 км. Ближайшие населённые пункты — Кабецово, Кузнецово, Татариха, Прокшино.
По переписи 2002 года население — 19 человек.